# おんな牢秘抄
『おんな牢秘抄』（おんなろうひしょう）は山田風太郎の時代小説。『週刊実話特報』（双葉社）1959年（昭和34年）4月15日創刊号から同年12月10日号に連載された。本作を原作としたVシネマ、テレビドラマ、漫画も製作されている。
大岡越前守の娘が身分を偽って女牢に潜入し、6つの怪事件の真相を究明すると共に、無関係に思われた事件の背後に潜んでいた陰謀を暴き出す。

## あらすじ
時は、八代将軍・徳川吉宗の治世。小伝馬町の女牢に公方様殺害を企てた罪で「武州無宿お竜」を名乗る新入りが入牢してくる。お竜は、女牢を仕切っていた牢名主である老女にかけあい、牢内の「御作法」を改めさせる。お竜は、殺しの罪で死罪が申し渡されていた6人の女囚、お玉、お路、お関、お半、おせん、お葉と接触して、彼女らの冤罪を晴らしていく。
一見、無関係に見えた6つの殺人事件は、やがて天下を揺るがす天一坊事件へとつながって行く。

## 主な登場人物
霞（かすみ）
主人公。大岡越前守の娘。美女であり、剣の腕も立ち、体術も使える（牢内で牢名主の手下に組み伏せられても、これを脱することができるほど）。
越前守に6人の女死刑囚の口書を見せられ「この女たちが救えるか」と挑発されたことが話の発端でもある。
巨摩主水介（こま もんどのすけ）
同心。霞とは互いに恋仲であるが、身分違いを自覚しており、結婚には踏み切れないでいる。
姫君お竜
女掏摸。霞と主水介に捕まり、容姿が霞と似ていたことから、霞がお竜を騙って女牢に潜入する。
物語が進み、霞本人に危機が及んだ際に、お竜は霞の身代わりとなり命を落とす。
6人の女囚
女牢にいる女囚。いずれも人殺しの咎で死罪を申し渡されている。
お玉
旅芸人一座の娘。玉乗りの芸を披露していた。一座の仲間である蓮蔵と夫婦であったが、新入りで、灯したロウソクの上を歩いて渡る女・美紀之介に寝取られてしまう。毒蜘蛛を使って美紀之介と蓮蔵を殺害した罪で捕まった。
お路
御家人の御新造。夫が連れてきた流れ者・十平次と不義の仲になり、十平次を殺した罪で捕まった。
お関
新興宗教の教祖・玄妙坊を殺した罪で捕まった。
お半
娘と2人で暮らしていたが、20年前に別れた男・弥五郎と再会し、弥五郎の連れ・秀之助ともども同居を始めるが、弥五郎が娘に襲い掛かろうとし、再会そのものが偶然ではなく母娘を襲うために仕組んだものと知り、弥五郎を毒殺したとして捕まった。
おせん
吉原の振袖新造（花魁の見習い）であった娘。源氏名は千弥。
太夫の誰袖（たがそで）が先客の対応中だったため、美貌の侍・南条外記の相手をしたが、それが原因で外記ともども折檻部屋へ閉じ込められる。その翌日、誰袖太夫と客が死体で発見される。主水之介はこれが心中ではなく殺人だと踏んだが、おせんと外記は互いをかばうような自白をし、吟味の結果、おせんが犯人として罪に服すことになった。
お葉
切支丹牢屋敷の近所の旗本の家に奉公していた娘。

お紺
「天牛のお紺」との異名持つ女牢の牢名主。本物のお竜の実の祖母でもあった。

## 歌舞伎
1960年7月に新宿第一劇場で新作歌舞伎として公演されている。脚色、演出は巌谷槇一。
- 大岡越前守 - 二代目實川延二郞
- 霞 - 五代目澤村訥升
- 女囚お半 - 十三代目片岡我童
- 巨摩主水介 - 十代目市川高麗藏
- 遊人弥五郎 - 二代目助高屋小傳次
- 仁王門のデブ亀 - 五代目市川九藏
- 姫君お竜 - 五代目澤村源之助
- 女牢名主お紺 - 四代目坂東秀調

## テレビドラマ

### 姫君捕物控
『姫君捕物控』（ひめぎみとりものひかえ）として1972年にTVドラマ化され、日本テレビ系列で放映された。全13話。放送時間は毎週土曜22:30 - 23:00（JST）。

#### スタッフ
- 脚本 - 真弓典正、小山内美江子
- 監督 - 高橋繁男、西山正輝、馬越安彦
- 音楽 - 渡辺宙明
- 選曲 - 鈴木清司
- ナレーター - 久保晴生
- 制作:日本テレビ、ユニオン映画
- 制作協力：日活芸能株式会社

#### 出演
- 霞/武州無宿のお竜 - 加賀まりこ
- 大岡越前 - 二谷英明
- 巨摩主水介 - 前田吟
- お熊 - 姫ゆり子
- 天一坊 - 団次郎
- 山内伊賀亮 - 高松英郎
- 天忠 - 天草四郎
- 赤川大膳 - 勝部演之
- - 春川ますみ
- - 水上竜子
- - 桜井啓子
- - 根岸明美
- - 二本柳敏江
- - 松風はる美
- - 小栗一也
- - 見明凡太郎
- - 高城淳一
- - 睦五郎
- - 清川新吾
- - 穂積隆信
- - 岡部正純
- - 内田勝正

### 時代劇スペシャル
『時代劇スペシャル』（当時の枠は木曜21:02 - 22:48）の1話としてフジテレビ系列で1983年10月13日に放映された。（このドラマは山田風太郎原作ではない。タイトルは同じだが、全く別の作品である。）
- 監督 - 大洲齋
- 脚本 - 中村努
- 出演 - 江波杏子、大場久美子、伊藤孝雄

| 日本テレビ系列 土曜22時台後半枠 | 日本テレビ系列 土曜22時台後半枠 | 日本テレビ系列 土曜22時台後半枠 |
| 前番組                          | 番組名                          | 次番組                          |
| ------------------------------- | ------------------------------- | ------------------------------- |
| ノンフィクションアワー          | 姫君捕物控 （1972年）           | スターのお宅訪問                |
| フジテレビ系列 時代劇スペシャル |                                 |                                 |
| 影狩り                          | おんな牢秘抄 （1983年）         | お庭番 忍びの構図               |

## Vシネマ
1995年に『美女奉行 おんな牢秘抄』（むすめぶぎょう おんなろうひしょう）（1995年3月24日）、『美女奉行 おんな牢秘抄II』（1995年9月21日）に、Vシネマが製作され、キングレコードより販売された。

### 美女奉行 おんな牢秘抄
出演
- 霞 - 貴石彩子
- 大岡越前 - 大和田伸也
- 巨摩主水介 - 真矢武
- お路 - 大竹一重
- 千弥 - 白石ひとみ
- お玉 - 荒井美恵子
- 美緒 - 西野美緒・・・Vシネマオリジナル。冒頭で新入り女囚としてお紺に脱がされる。
- お紺 - 水原ゆう紀
- 美紀之介 - 岩瀬ヒロコ
- 誰袖 - 城野みさ
- その他 - 南条弘二、亀山忍、谷口高史、キムラ緑子、JAPAN ACTION CLUB

スタッフ
- 監督 - 新村良二
- プロデューサー - 新井義巳（キングレコード）、明石渉（G・カンパニー）
- 原作 - 山田風太郎「おんな牢秘抄」（角川文庫刊）
- 脚本 - 中本博通
- 音楽コーディネーター - 中尾洋一（キングレコード）
- 音楽 - 中川幸太郎
- 撮影 - 安田雅彦
- 照明 - 中山利夫
- 美術 - 家木一実
- 録音 - 広瀬浩一
- 編集 - 園井弘一
- 調音 - 鈴木信一
- 効果 - 上床隆幸
- 装飾 - 草川啓
- スクリプター - 桝形知子
- スチール - 梶谷博文
- 殺陣 - 諸鍛冶裕太
- 衣裳 - 松竹衣裳
- 美粧 - 八木かつら
- 装置 - 新映美術工芸
- 小道具 - 高津商会
- 現像テレシネ - imagica
- VTR編集 - キッズカンパニー
- 助監督 - 山下智彦
- 進行 - 落合民生
- 製作主任 - 丹羽邦夫、岡原伸幸
- ロケ協力 - 京都 大覚寺
- 制作協力 - 松竹株式会社、京都映画株式会社
- 制作 - G・カンパニー
- 製作・著作 - キングレコード株式会社

### 美女奉行 おんな牢秘抄II
出演
- 霞 - 貴石彩子
- 大岡越前 - 大和田伸也
- 巨摩主水介 - 真矢武
- お文 - 愛染恭子
- お涼 - 渋澤夏子
- お園 - 菅野美寿紀
- 谷口孝史
- その他 - 土平友厚、JAPAN ACTION CLUB

スタッフ
- 監督 - 原田徹
- エグゼクティブプロデューサー - 新井義巳（キングレコード）
- プロデューサー - 明石渉（G・カンパニー）
- 原作 - 山田風太郎「おんな牢秘抄」（角川文庫刊）より
- 脚本 - 胡桃哲
- 撮影 - 藤原三郎
- 照明 - 中山利夫
- 美術 - 家木一実
- 録音 - 田原重綱
- 編集 - 園井弘一
- 調音 - 林基継
- 効果 - 上床隆幸
- 装飾 - 中込秀志
- スクリプター - 桝形知子
- スチール - 富士谷隆
- 殺陣 - 清家三彦
- 衣裳 - 松竹衣裳
- 美粧 - 八木かつら
- 装置 - 新映美術工芸
- 小道具 - 高津商会
- 現像テレシネ - imagica
- VTR編集 - キッズカンパニー
- 助監督 - 佐野陽一
- 進行 - 橋本博
- 製作主任 - 黒田満重
- 浮世絵 - ふがく
- ロケ協力 - 御室 仁和寺、京都 大覚寺
- 制作協力 - 松竹株式会社、松竹京都映画
- 制作 - G・カンパニー
- 製作・著作 - キングレコード株式会社

## 漫画
『花かんざし捕物帖』（はなかんざしとりものちょう）のタイトルで島崎譲の作画によりウェブコミック配信サイトMiChao!（講談社）に2006年から2009年に連載された。
- 島崎譲 『花かんざし捕物帖』 講談社〈KCデラックス〉、全6巻[1]
  1. 2007年10月23日発売 ISBN 978-4-06-372378-6
  2. 2008年8月6日発売 ISBN 978-4-06-375562-6